# Praemastus roseicorpus
Praemastus roseicorpus är en fjärilsart som beskrevs av Rothschild 1935. Praemastus roseicorpus ingår i släktet Praemastus och familjen björnspinnare. Inga underarter finns listade i Catalogue of Life.